# Космос (Цілком таємно)
Космос — дев'ята частина першого сезону серіалу «Цілком таємно» («Секретні матеріали»).

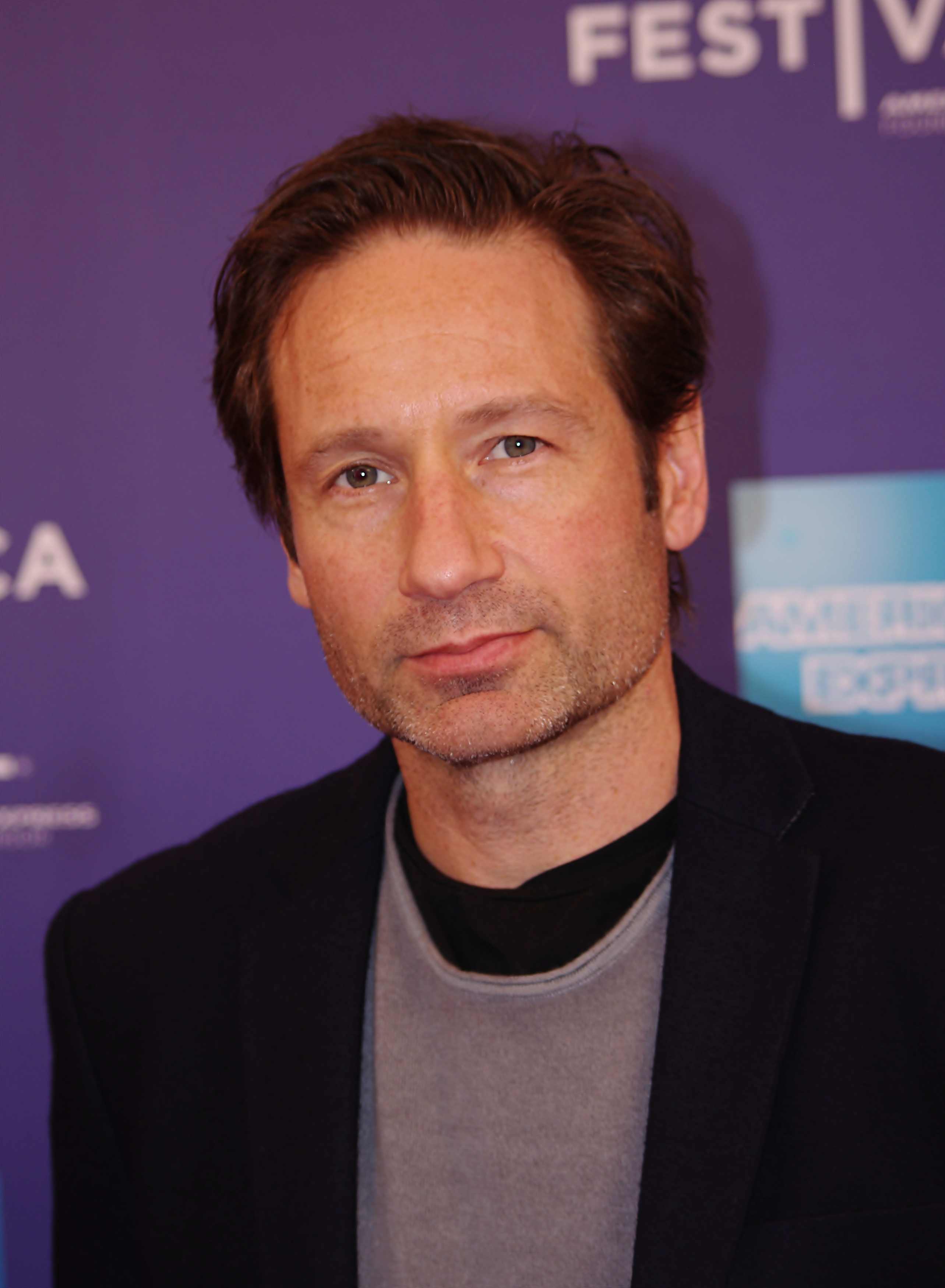

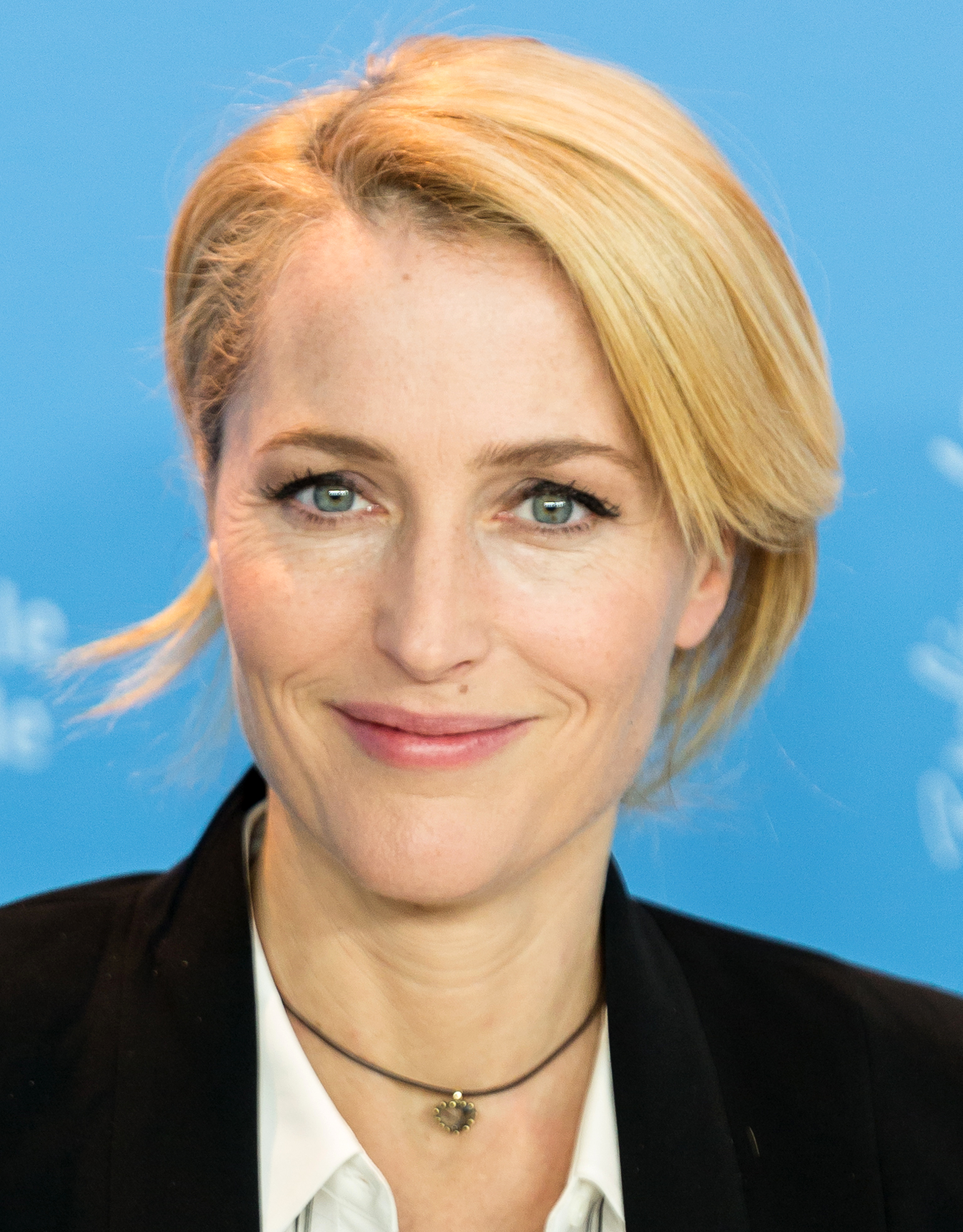

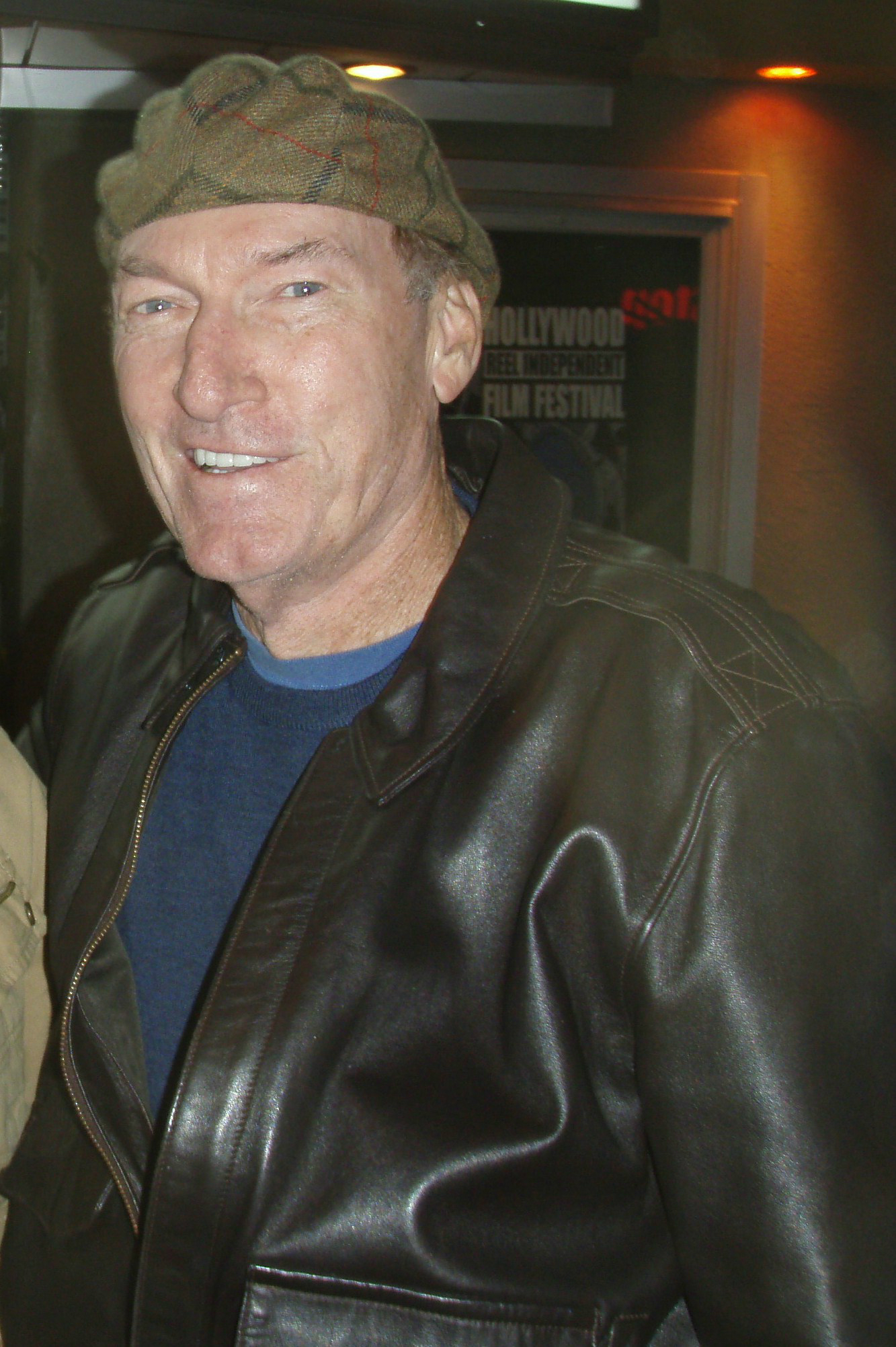

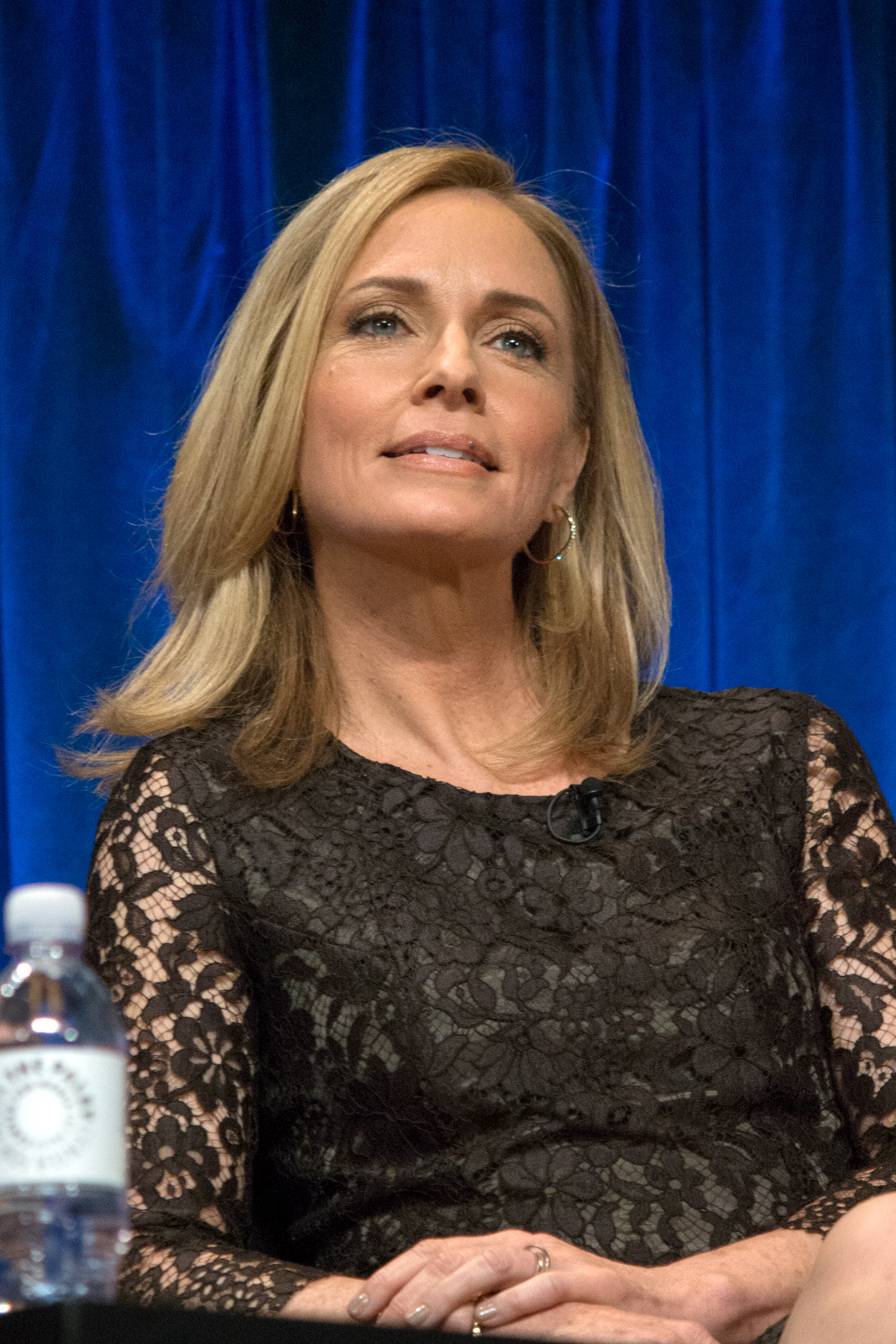

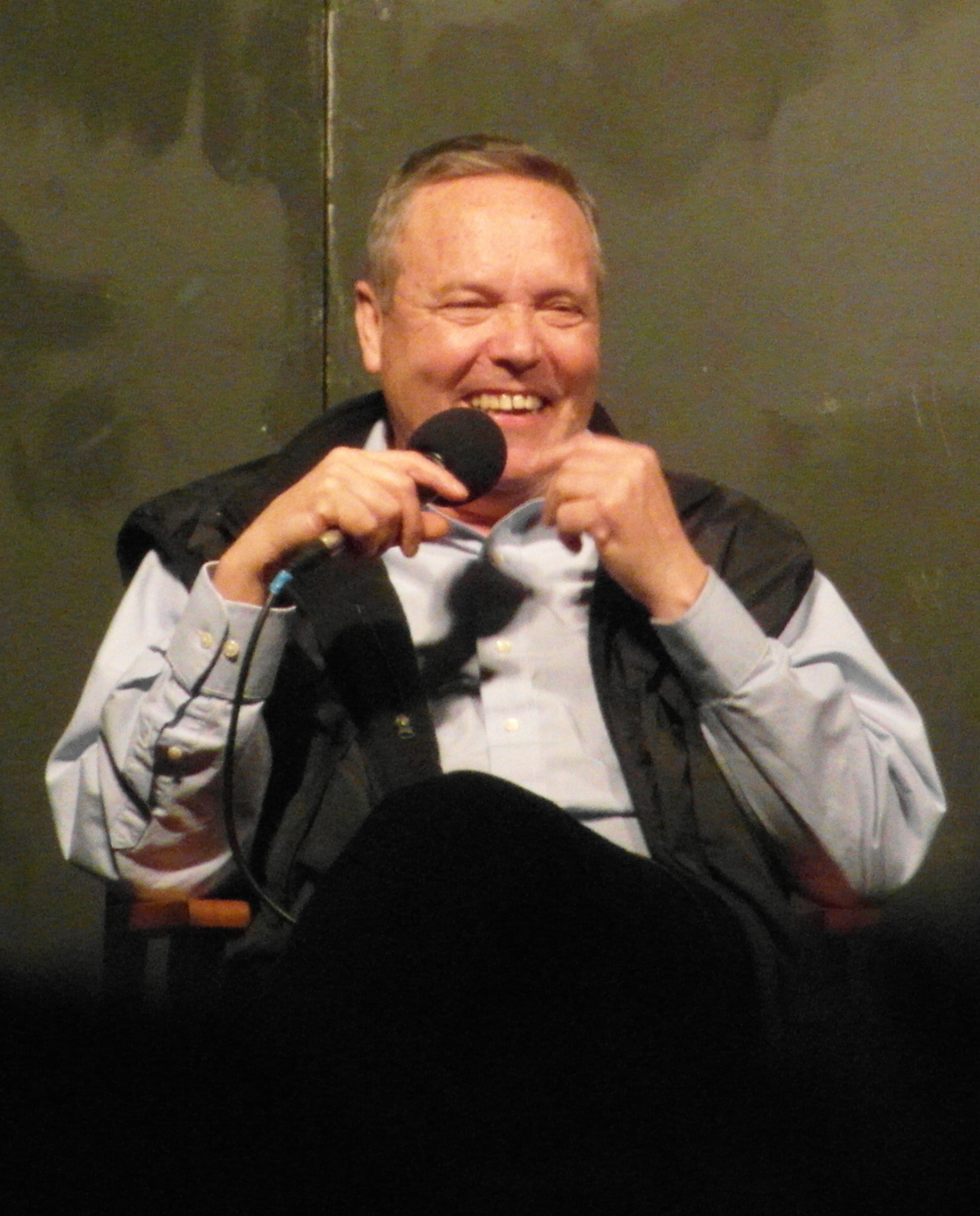

## Короткий зміст
Лунають новини 1977 року, в котрих оповідається про відкриття на Марсі води та «облич в ландшафті». Підполковник Белт — керуючий місією в той час, надалі — керівник програмою запусків шатлів, мучиться від споминів про щось, що сталося із ним в часі місії, та дивних снів про марсіанські «обличчя».
Агенти Малдер та Скаллі запрошені Мішель Дженеро, керуючою зв'язком Центру управління польотами NASA. Мішель переконана, що хтось в NASA саботує спроби запусків шатлів. Нещодавні запуск космічного човника був відкладений лише за секунду до початку, тому Дженеро побоюється, що наступна спроба запуску також буде під загрозою. Окрім того, вона зацікавлена особисто у вдалому запуску — адже під час наступної місії на борту шатла перебуватиме її наречений.
Агенти вирушають та зустрічаються з Белтом, який є для Фокса героєм дитинства. Полковник відкидає сумніви агентів та запевняє, що з місією не може статися нічого непередбаченого.
Однак зв'язок з шатлом зникає відразу після його виходу на орбіту. Малдер та Скаллі намагаються дістатися до Центру управління польотами під заливним дощем Дженеро бачить лице-привид, котре наближається до неї зі сторони лобового скла, це призводить до аварії.
Тим часом шатл розвертає до сонця і Центр управління польотами не має змоги повернути його в правильне положення. Якщо в швидкому часі не виправити становище, астронавти можуть згоріти. Дженеро переконана, що хтось в Центрі умисне перекрив канал зв'язку. З огляду на надзвичайність становища підполковник Белт наказує перервати канал зв'язку та дозволяє астронавтам розвернути човник в ручному режимі. Такий ризикований крок виявляється виправданим; однак Белт надалі не зважає на велику ризиковість польоту в ручному режимі та віддає наказ екіпажу продовжити місію, чим обурюються агенти та Дженеро. Белт представникам преси повідомляє неправду про стан польоту. Малдер намагається підполковнику завадити, на це Белт повідомляє, що у разі невдалої місії програма шатлів швидше всього буде згорнута.
Белт повертається додому, де з ним стається дивний випадок, він кричить, коли якась сутність покидає його тіло. В тому ж часі астронавти з космічного човника повідомляють, що відчули удар ззовні, у них починає знижуватися тиск кисню. Один з астронавтів повідомляє, що спостерігав щось за межами корабля, схоже на привида.
Малдер і Скаллі досліджують записи, з яких випливає поінформованість Белта про пошкодження обладнання та можливу поломку ущільнювача на шатлі «Челенджер». Полковник втрачає упевненість та зізнається, що в ньому співіснує якась сутність, котра є контролюючою. За його запевненнями «вони» можуть полагодити шатл та успішно здійснити посадку. Перебуваючи в лікарні, полковник продовжує боротися із сутністю в собі, та повідомляє правильну корекцію траєкторії посадки для човника. Не в змозі далі боротися із сутністю, Белт вистрибує з вікна та розбивається; в часі падіння він пригадує свою космічну місію та зустріч із сутністю.
Малдер робить припущення, що сутність контролювала полковника та примушувала саботувати запуски шатлів. В той же час Белт був єдиним, хто передав Мішель Дженеро докази того, що відбувалося насправді, та висловлює вдячність полковнику, котрий помер, як личить астронавту — віддав життя за місію.

## Знімались
| Актор                | Роль             |
| -------------------- | ---------------- |
| Девід Духовни        | Фокс Малдер      |
| Джилліан Андерсон    | Дейна Скаллі     |
| Ед Лотер             | полковник Белт   |
| Сюзанна Томпсон      | Мішель Дженеро   |
| Том Макбіт           | науковець        |
| Террі Девід Малліган | контролер        |
| Френк Тікнер         | проповідник      |
| Альф Гемфріс         | другий контролер |

## Принагідно
- Ice (The X-Files) Space
- Space| - п - о - р Цілком таємно | - п - о - р Цілком таємно                                                                                                                                                                                                                                                                                                                                                                                                                                                                                                                                                                                                                                                                                                                                                                                                                                                                                                                                                                                                                                                                                                                                                                                                                                                                                                                                                                                                                                                                                                                                                                                                                                                                                                                                                                                                                                                                                                                                                                                                                                                                                                                                                                                                                                                                                                                                                                                                                                                                                                                                                                                                                                                                                                                                                                                                                                                                                                                                                                                                                                                                                                                                                                                                                                                                                                                                                                    | - п - о - р Цілком таємно |
| ------------------------- | --- | ------------------------- |
| Знімальна команда         | - Кріс Картер (творець серіалу, продюсер, сценарист та режисер) - Вінс Гілліган (сценарист, продюсер, режисер) - Френк Спотніц (сценарист, продюсер, режисер) |                           |
| Головні герої             | - Фокс Малдер (Девід Духовни) - Дейна Скаллі (Джилліан Андерсон) - Джон Доггетт (Роберт Патрік) - Волтер Скіннер (Мітч Піледжі) - Моніка Реєс (Аннабет Гіш) - Курець (Вільям Брюс Девіс) |                           |
| Фільми                    | - Цілком таємно: Боротьба за майбутнє - Цілком таємно: Я хочу вірити |                           |
| Інше                      | - Епізоди - Персонажі - Нагороди - The X-Files: The Album |                           |
| Цілком таємно             | \| Сезон 1 \| - Пілот - Глибока глотка - Вузький - Канал - Диявол із Джерсі - Тіні - Привид у комп'ютері - Лід - Космос - Грішний янгол - Єва - Вогонь - За морем - Трансвестит - Лазар - Юний серцем - І.Б.І. - Чудотворець - Образи - Морок опускається - Тумс - Знову народжений - Роланд - Колба Ерленмеєра \| \| Сезон 2 \| - Маленькі зелені чоловічки - Господар - Кров - Безсонний - Дуейн Беррі - Сходження - 3 - Один подих - Вогнехід - Червоний музей - Слава Господня - Обрі - Чарівний - Длань Караюча - Свіжі кості - Колонія - Кінець гри - Жахлива симетрія - Тиха затока - Обман - Калушарі - Ф. Емаскулата - Розсіяне світло - Наше містечко - Анасазі \| \| Сезон 3 \| - Благословенний шлях - Скріпка - Д.П.О. - Останній відпочинок Клайда Бракмана - Список - Надто сором'язливий - Прогулянка - Темниця - Нісей - 731 - Одкровення - Війна копрофагів - Сизигія - Гротеск - Пайпер Мару - Апокриф - Штовхач - Місце, де живуть духи - Пекельні гроші - «Із відкритого космосу» Джо Чанґа - Втілення - Трясина - Сиро змонтовано - Дівчино, підведись \| \| Сезон 4 \| - Раса панів - Дім - Теліко - Занепокоєння - Поле, на якому я помер - Проклятий - Мрії Курця - Тунгуска - Терма - Паперові сердечка - Світ обертається - Леонард Беттс - Більше ніколи - Пам'ятай про смерть - Каддіш - Невідомщений - Час летить - Макс - Синхронність - Дурниці - Нульовий підсумок - Елегія - Демони - Гефсиманський сад \| \| Сезон 5 \| - Повернення - Повернення II - Незвичайні підозрювані - Об'їзд - Прометей постмодернізму - Різдвяний гімн - Емілі - Полювання на лиса - Шизогонія - Чінга - Курок - Погана кров - Пацієнт Ікс - Червоне і чорне - Мандрівники - Око розуму - Всі душі - Варіант "Пайн-Блаф" - Обопільне божевілля - Кінець \| \| Сезон 6 \| - Початок - Перегони - Трикутник - Країна мрії - Країна мрії II - Як привиди поцупили Різдво - Мова ніжності - Король дощу - Резолюція Сенату №819 - Тітон - Двоє батьків - Один син - Погана вода - Понеділок - Аркадія - Альфа - Тревор - Диво - Неприродний - Трійка - Польова поїздка - Біогенез \| \| Сезон 7 \| - Шосте вимирання - Шосте вимирання II: Любов до долі - Голодний - Міленіум - Натиск - Варіант Голдберга - Орісон - Дивовижний Маліні - Знамення і дива - Буття і час - Закриття - Ікс-Копи - Стрілячка від першої особи - Крадій - Як друг - Химера - Всі речі - Марка "Ікс" - Голлівуд, н. е. - Бійцівський клуб - Я бажаю - Реквієм \| \| Сезон 8 \| - Зсередини - Ззовні - Терпіння - Зозуленята - Заклинання - Вбивство - Через заперечення - Контрольний постріл - Спасіння - Відплата - Дар - Медуза - Вручну - Цього не може бути - Живий мрець - Три слова - Емпедокл - Вони йдуть - Один - Сутність - Існування \| \| Сезон 9 \| - Нічого особливого сьогодні не сталося - Нічого особливого сьогодні не сталося II - Сатана - 4-D - Повелитель мух - Не вір нікому - Джон Доу - Крокуючий до пекла - Походження - Провидіння - Одрі Полі - Низина - Неймовірно - Страшні монстри - Стрибок акули - Вільям - Звільнення - Сонячні дні - Істина \| \| Сезон 10 \| - Моя боротьба - Мутація засновника - Малдер і Скаллі зустрічають дволикого монстра - Знову вдома - Вавилон - Моя боротьба II \| \| Сезон 11 \| - Моя боротьба III - Це - Плюс один - Втрачене мистецтво поту на лобі - Гуль - Кошеня - Rm9sbG93ZXJz - Знайомий - Ніщо не вічне - Моя боротьба IV \| |                           |
| Сезон 1                   | - Пілот - Глибока глотка - Вузький - Канал - Диявол із Джерсі - Тіні - Привид у комп'ютері - Лід - Космос - Грішний янгол - Єва - Вогонь - За морем - Трансвестит - Лазар - Юний серцем - І.Б.І. - Чудотворець - Образи - Морок опускається - Тумс - Знову народжений - Роланд - Колба Ерленмеєра |                           |
| Сезон 2                   | - Маленькі зелені чоловічки - Господар - Кров - Безсонний - Дуейн Беррі - Сходження - 3 - Один подих - Вогнехід - Червоний музей - Слава Господня - Обрі - Чарівний - Длань Караюча - Свіжі кості - Колонія - Кінець гри - Жахлива симетрія - Тиха затока - Обман - Калушарі - Ф. Емаскулата - Розсіяне світло - Наше містечко - Анасазі |                           |
| Сезон 3                   | - Благословенний шлях - Скріпка - Д.П.О. - Останній відпочинок Клайда Бракмана - Список - Надто сором'язливий - Прогулянка - Темниця - Нісей - 731 - Одкровення - Війна копрофагів - Сизигія - Гротеск - Пайпер Мару - Апокриф - Штовхач - Місце, де живуть духи - Пекельні гроші - «Із відкритого космосу» Джо Чанґа - Втілення - Трясина - Сиро змонтовано - Дівчино, підведись |                           |
| Сезон 4                   | - Раса панів - Дім - Теліко - Занепокоєння - Поле, на якому я помер - Проклятий - Мрії Курця - Тунгуска - Терма - Паперові сердечка - Світ обертається - Леонард Беттс - Більше ніколи - Пам'ятай про смерть - Каддіш - Невідомщений - Час летить - Макс - Синхронність - Дурниці - Нульовий підсумок - Елегія - Демони - Гефсиманський сад |                           |
| Сезон 5                   | - Повернення - Повернення II - Незвичайні підозрювані - Об'їзд - Прометей постмодернізму - Різдвяний гімн - Емілі - Полювання на лиса - Шизогонія - Чінга - Курок - Погана кров - Пацієнт Ікс - Червоне і чорне - Мандрівники - Око розуму - Всі душі - Варіант "Пайн-Блаф" - Обопільне божевілля - Кінець |                           |
| Сезон 6                   | - Початок - Перегони - Трикутник - Країна мрії - Країна мрії II - Як привиди поцупили Різдво - Мова ніжності - Король дощу - Резолюція Сенату №819 - Тітон - Двоє батьків - Один син - Погана вода - Понеділок - Аркадія - Альфа - Тревор - Диво - Неприродний - Трійка - Польова поїздка - Біогенез |                           |
| Сезон 7                   | - Шосте вимирання - Шосте вимирання II: Любов до долі - Голодний - Міленіум - Натиск - Варіант Голдберга - Орісон - Дивовижний Маліні - Знамення і дива - Буття і час - Закриття - Ікс-Копи - Стрілячка від першої особи - Крадій - Як друг - Химера - Всі речі - Марка "Ікс" - Голлівуд, н. е. - Бійцівський клуб - Я бажаю - Реквієм |                           |
| Сезон 8                   | - Зсередини - Ззовні - Терпіння - Зозуленята - Заклинання - Вбивство - Через заперечення - Контрольний постріл - Спасіння - Відплата - Дар - Медуза - Вручну - Цього не може бути - Живий мрець - Три слова - Емпедокл - Вони йдуть - Один - Сутність - Існування |                           |
| Сезон 9                   | - Нічого особливого сьогодні не сталося - Нічого особливого сьогодні не сталося II - Сатана - 4-D - Повелитель мух - Не вір нікому - Джон Доу - Крокуючий до пекла - Походження - Провидіння - Одрі Полі - Низина - Неймовірно - Страшні монстри - Стрибок акули - Вільям - Звільнення - Сонячні дні - Істина |                           |
| Сезон 10                  | - Моя боротьба - Мутація засновника - Малдер і Скаллі зустрічають дволикого монстра - Знову вдома - Вавилон - Моя боротьба II |                           |
| Сезон 11                  | - Моя боротьба III - Це - Плюс один - Втрачене мистецтво поту на лобі - Гуль - Кошеня - Rm9sbG93ZXJz - Знайомий - Ніщо не вічне - Моя боротьба IV |                           |